# Marismas de Mesopotamia

Marismas de Mesopotamia 2000-2009.

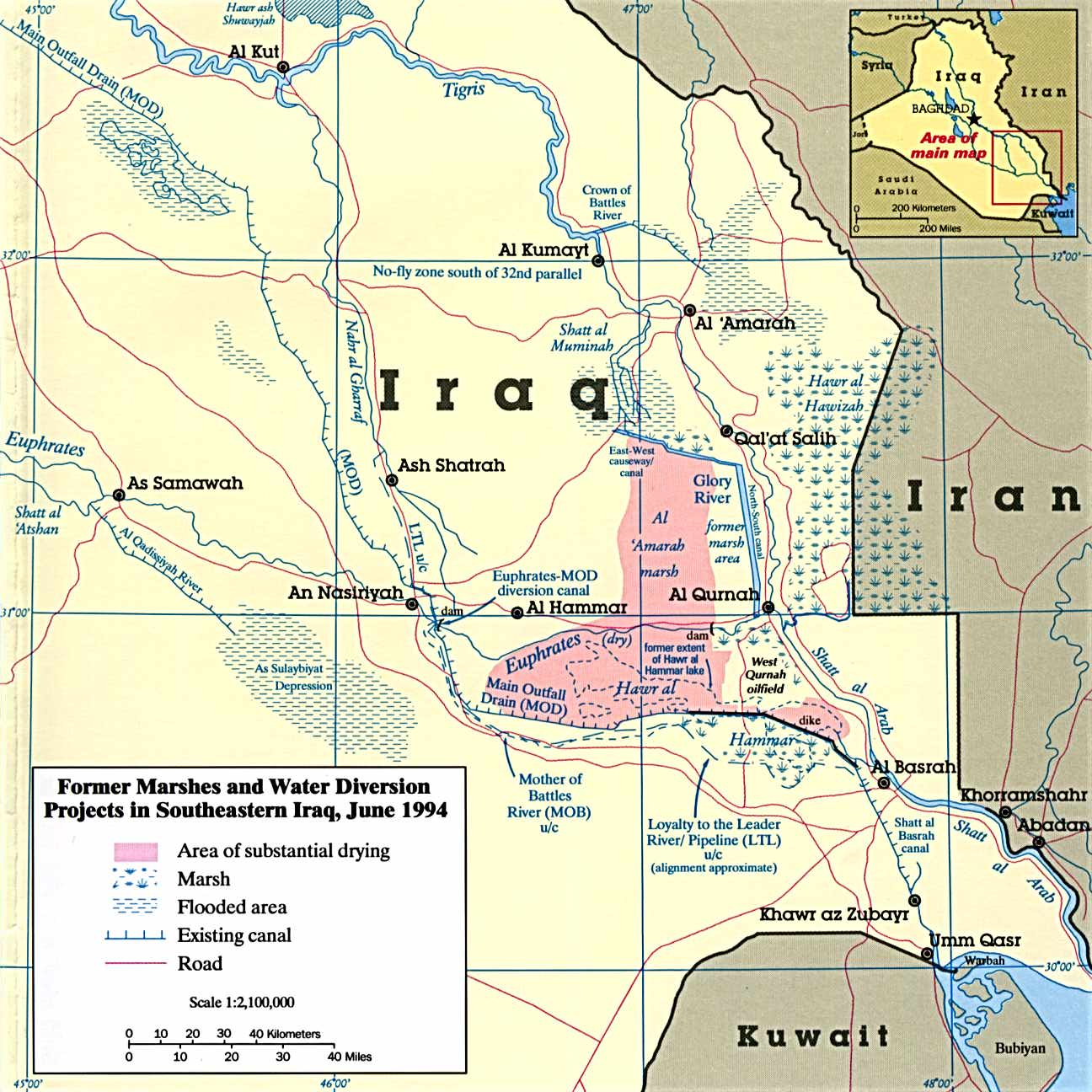
Mapa de drenajes de las marismas de Mesopotamia. 1994.

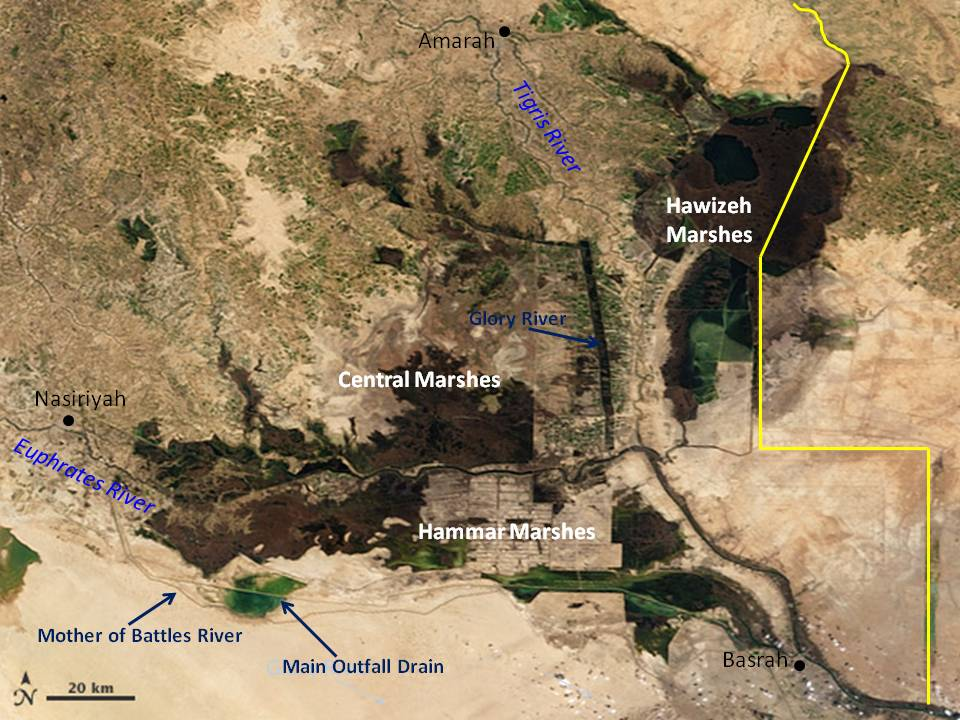
Marismas de Mesopotamia en 2007.

Las marismas de Mesopotamia comprenden los humedales situados al sur de Irak y en parte, al suroeste de Irán, zona donde se aproximan y confluyen los ríos Éufrates y Tigris, en la Baja Mesopotamia. 
Históricamente, las marismas, están formadas principalmente por las separadas pero adyacentes marismas Centrales, de Hawizeh y de Hammar, que representan el mayor ecosistema de humedales del oeste de Eurasia.
Las marismas presentan un nivel de aguas freáticas elevado, predominando los terrenos pantanosos. Se trata de un paisaje acuático raro en el desierto, proporcionando un hábitat para los árabes de las marismas y para poblaciones importantes de vida salvaje. 
En julio de 2016, la Unesco, eligió las cuatro principales zonas de las marismas de Mesopotamia como Patrimonio Mixto de la Humanidad, debido a que " las regiones de humedales pantanosos (“ahwar”) de esta región del Iraq Meridional son únicas en su género por deber su formación a uno de los mayores deltas interiores del mundo y por estar situadas en un medio natural extremadamente árido y cálido."

## Historia
Durante el IV milenio a. C., las primeras sociedades con sistema de escritura surgieron por primera vez en el sur de Mesopotamia, a menudo referida como la cuna de la civilización, desarrollándose allí las primeras ciudades junto a burocracias estatales complejas durante el período de Uruk. Debido a la ubicación geográfica y a los factores ecológicos del Creciente Fértil, un área fértil en forma de media luna que abarca desde las cuencas del Nilo, en Egipto, hacia el norte a lo largo de la costa mediterránea de Palestina e Israel, y hacia el sur de nuevo a lo largo del Éufrates y el Tigris hasta el Golfo Pérsico, las civilizaciones fueron capaces de desarrollar extraordinarios programas agrícolas y tecnológicos para la época. El detonante fundamental fue la disponibilidad de especies silvestres de plantas comestibles. La agricultura surgió prontamente en el Creciente Fértil por la existencia, en grandes cantidades, de cereal silvestre y especies nutritivas y fáciles de domesticar.
El drenaje de parte  de las marismas comenzó en los años 1950 y continuó en la década de los 70 con el objetivo de recuperar tierras para la agricultura y la exploración petrolera. Sin embargo, a finales de 1980 y 1990, durante la presidencia de Saddam Hussein, este trabajo fue ampliado y acelerado para desalojar a los musulmanes chiitas de las marismas. Antes de 2003, los pantanos fueron drenados al 10% de su tamaño original.
Después de la caída del régimen de Saddam Hussein en 2003, en 2004, el Programa de las Naciones Unidas para el Medio Ambiente lanzó un programa de restauración del entorno. A fines de 2006, se habían restaurado 10000 km² y alrededor de 100000 personas habían regresado a vivir a la zona.
Las marismas se han recuperado parcialmente pero la sequía, junto a la construcción de represas aguas arriba y la irrigación intensiva en Turquía, Siria e Irán han dificultado el proceso.